# Jason Hanson
Jason Douglas Hanson (* 17. Juni 1970 in Spokane, Washington) ist ein ehemaliger US-amerikanischer American-Football-Spieler auf der Position des Kickers. Er spielte für die Detroit Lions in der National Football League (NFL).

## Karriere

### High School und College
Jason Hanson spielte als Schüler der Mead High School in seinem Geburtsort Spokane für das Football-Team der Schule als Kicker und Punter. Vom Verband der Sportjournalisten im US-Bundesstaat Washington (Washington Sportswriters Association) wurde er als bester High-School-Spieler des Bundesstaats auf diesen Positionen ausgezeichnet.
Nach der High School war Hanson bei der Washington State University eingeschrieben und spielte als Kicker für das Football-Team des Colleges. Er stellte im College Football der National Collegiate Athletic Association (NCAA) diverse Rekorde auf. Zwei Rekorde bei langen Field-Goal-Versuchen sind bis heute ungebrochen:
- meisten Field Goals aus 50 Yards oder mehr (20)
- meisten Field Goals aus 40 Yards oder mehr (39)

Für seine Präzision bei Field-Goal-Versuchen aus weiten Entfernungen erhielt Hanson bereits während seiner College-Karriere den Spitznamen „Thunderfoot“.

### NFL
Hanson wurde im NFL Draft 1992 von den Detroit Lions in der zweiten Runde als 56. Spieler ausgewählt und hat das Team in seiner Karriere nicht gewechselt. In 17 Saisons (1992 bis 2008) für die Lions wurde Hanson nur in einem Saisonspiel nicht eingesetzt. In vier Saisons (1995, 1996, 1998, 2003) wurde Hanson von den Detroit Lions in einzelnen Spielen auch als Punter eingesetzt.
Hanson ist in der Teamgeschichte der Detroit Lions der Spieler, der die meisten Punkte für das Team erzielt hat (1793 Punkte; unter anderem durch 406 Field Goals und 529 PAT).
In den Jahren 1998 und 1999 vertrat Hanson die National Football Conference (NFC) im Pro Bowl.
2008 stellte Hanson mit den Detroit Lions einen Negativ-Rekord in der NFL-Geschichte auf: Das Team verlor alle 16 Saisonspiele. Die einzige weitere Mannschaft, die außer den Lions jemals alle ihre Saisonspiele verloren hat, waren 1976 die Tampa Bay Buccaneers. Damals wurden jedoch nur 14 Saisonspiele gespielt.
Im Februar 2009 hat Hanson seinen Vertrag bei den Detroit Lions bis 2013 verlängert.
Anfang April 2013 beendete Hanson seine Karriere. Zum Zeitpunkt seines Rücktrittes war er der älteste aktive Spieler in der NFL und der letzte aktive Spieler, der im Milwaukee County Stadium gespielt hat. Im Herbst 2013 nahmen die Lions ihn für seinen Erfolg und sein Engagement für die Lions im Ring of Honor des Ford Field auf.

## Vermächtnis
Trotz 21 Saisons als Profispieler stand Hanson mit den Detroit Lions nie in einem Super Bowl. Er hält aber einige NFL-Rekorde und wird auf der All-Time-Scoring-Liste der NFL geführt:
- meiste Field Goals aus über 50 Yards (41)[6]
- meiste Field Goals aus über 50 Yards in einer Saison (8; gemeinsam mit Morten Andersen)[7]
- meiste Karriere-Spiele mit einem Team (327, 1992–2012)
- meiste Karriere-Saisons mit einem Team (21, 1992–2012)
- am 18. Dezember 2011 war er der erste Spieler in der Geschichte der NFL, der 2.000 Punkte mit einem Team erreichte
- Platz 4 auf der All-Time-Scoring-Liste der NFL-Spieler mit den meisten erzielten Punkten (2.150 Punkte); Hanson ist einer von sieben Spielern der NFL-Geschichte, die mehr als 2.000 Punkte erzielt haben.[8]

## Privates
Jason Hanson und seine Frau Kathleen sind seit 1992 verheiratet und haben drei Kinder. Hansons Bruder Travis Hanson war 1990 bis 1993 ebenfalls als Kicker für die University of Washington aktiv.